# Explorer 10

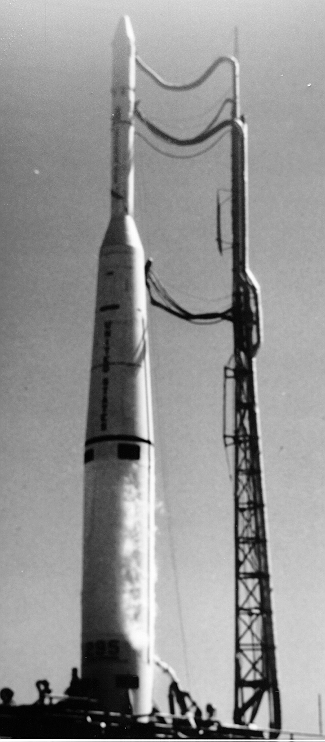
Lancio dell'Explorer 10.

L'Explorer 10 fu un satellite statunitense appartenente al Programma Explorer, il suo compito fu studiare i campi magnetici attorno alla Terra.

## La missione
Explorer 10 fu lanciato il 25 marzo del 1961 tramite il vettore Thor-Delta da Cape Canaveral.
Fu immesso in un'orbita alta ellittica e fu stabilizzato con una rotazione sul proprio asse di 0,548 secondi.
La missione era lo studio dei campi magnetici e di plasma mentre la sonda navigava nella magnetosfera terrestre e nello spazio circumlunare.
Trasmise i dati in tempo reale per 52 ore consecutive. Attualmente è disperso nello spazio.

## Il satellite
Explorer 10 era di forma pressoché cilindrica e non possedeva pannelli solari, ma era alimentato da normali batterie, pertanto la sua vita operativa fu breve.
A bordo ospitava tre magnetometri di cui uno ai vapori di rubidio e una sonda al plasma a Coppa di Faraday.
Prima di esaurire le batterie trasmise dati per 52 ore e raggiunse la distanza dalla terra di 42,3 raggi terrestri.